# Salvate la Terra!
Salvate la Terra! (The Lost Missile) è un film statunitense del 1958, diretto da William Berke e, dopo la morte di quest'ultimo, sopravvenuta durante le riprese, completato da suo figlio Lester William Berke (anche autore del soggetto). È una pellicola di fantascienza basata sulla minaccia di un'arma spaziale di origine sconosciuta.

## Trama
Un misterioso ordigno a forma di missile, proveniente dallo spazio, appare sui cieli dell'Europa. Da qui viene lanciato un razzo allo scopo di distruggerlo, ma l'impatto serve solo a modificare la sua rotta, che finisce col descrivere un'orbita sulla Terra e, pur sorvolandola a circa novemila metri di quota, con il suo enorme calore distrugge tutto ciò che si trova sotto la sua traiettoria.
Intanto, in un laboratorio atomico nei dintorni di New York, il dottor David Loring sta per convolare a nozze con la sua assistente Joan Woods ma, completamente preso dal progetto di una testata all'idrogeno, viene accusato da Joan di privilegiare sempre il lavoro e decide di annullare le nozze.
Il comando strategico degli Stati Uniti, con la collaborazione di altri Paesi, cerca di eliminare il pericoloso ordigno, ma gli sforzi condotti con i mezzi convenzionali risultano inadeguati: tutti gli aerei che tentano di avvicinarsi al missile si fondono per il calore. La traiettoria del missile distrugge Ottawa e sta per passare sopra i cieli di New York; l'esercito statunitense ordina una mobilitazione generale e prepara la cittadinanza all'evacuazione di tutta la città. A questo punto Loring decide di tentare di modificare la testata a cui stava lavorando e di mettere a punto una bomba al plutonio che dovrebbe avere la meglio sull'enorme calore sprigionato dall'ordigno. 
Mentre David e Joan corrono con la testata nucleare verso la base missilistica, un gruppo di malviventi ruba la loro jeep con la testata all'interno. David e Joan li inseguono, trovando la jeep lungo la strada e gli uomini morti per avvelenamento da radiazioni dopo aver aperto la scatola di piombo contenente il nucleo di plutonio. Pur sapendo che l'esposizione è fatale, David riprende la guida della jeep e si dirige verso il razzo in attesa, caricandolo nella testata prima di morire. Il razzo viene quindi lanciato pochi minuti prima che la sua traiettoria raggiunga New York e l'esplosione nucleare distrugge l'ordigno, restituendo ai cittadini la sicurezza e la tranquillità.

## Critica
The Encyclopedia of Science Fiction scrive che la pellicola "ha forti connotazioni propagandistiche della Guerra fredda, poiché promuove la necessità del coinvolgimento degli scienziati nella difesa nazionale e l'importanza di un forte programma missilistico nucleare. La possibilità che il missile sconosciuto possa essere un'astronave conferisce al film un aspetto insolito; tale quesito rimane alla fine senza risposta." Fantafilm scrive che si tratta di "Un soggetto che si distacca dalla fantascienza raccontata al cinema negli anni '50, realizzato, tuttavia, senza molto impegno, e con l'utilizzo di spezzoni di documentari."